# 蜜月大桥
蜜月大桥（英語：Honeymoon Bridge，又名瀑布景觀橋 Fallsview Bridge，官方名称为上钢拱桥 ）是一座曾经位于尼亚加拉瀑布城的拱桥，约在现今彩虹橋上游（以南）500英尺（150）处。

## 图集

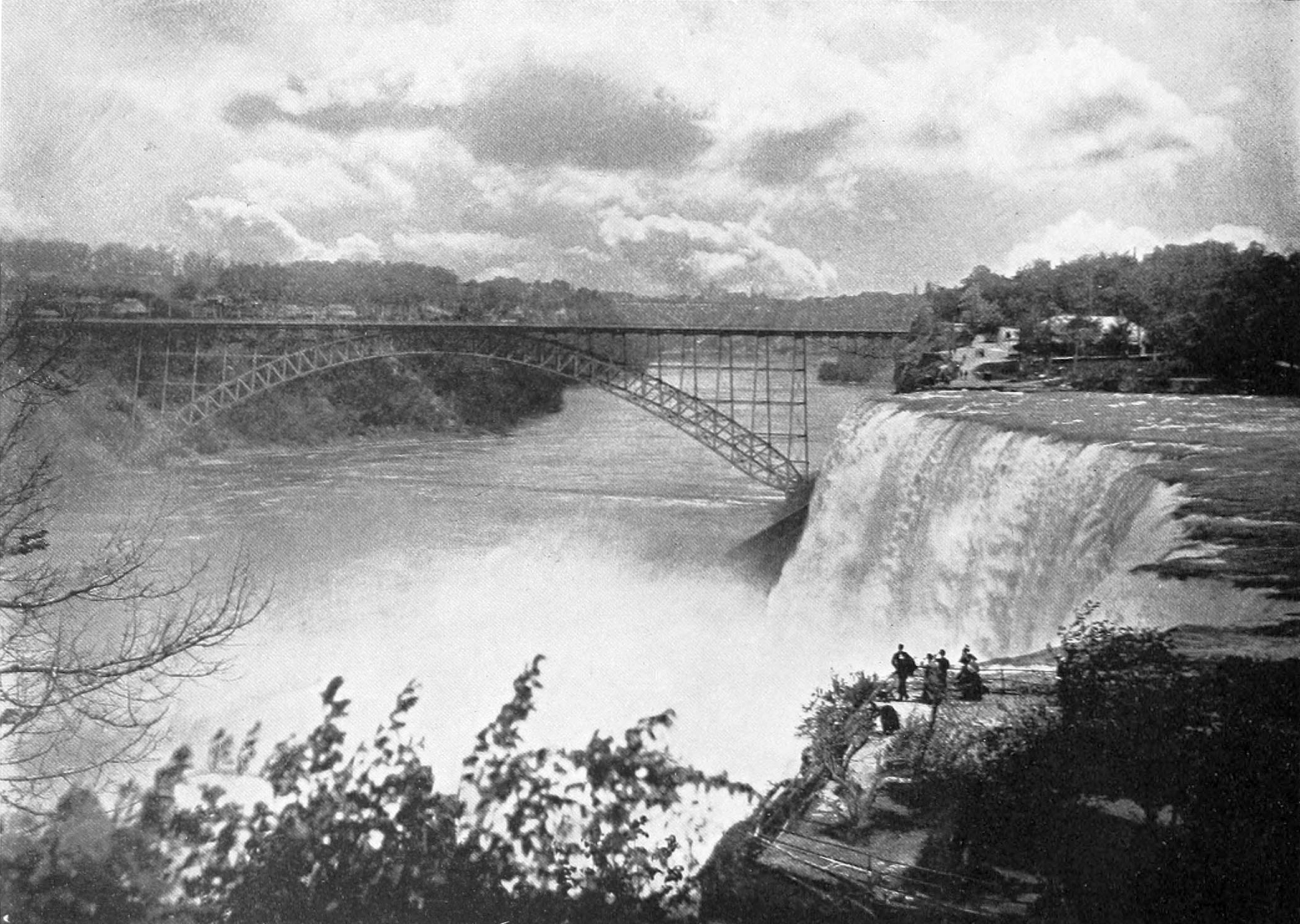
蜜月大桥与山羊岛，1900年
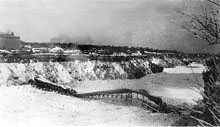
暴风雪中倒塌的蜜月大桥